# Ordre de l'Immaculée Conception
L'ordre de l'Immaculée Conception (en latin Ordo Inmaculatae Conceptionis) est un ordre monastique de droit pontifical de religieuses cloîtrées dédiées à la vie contemplative.

## Historique
L'ordre a été fondé par sainte Béatrice de Silva : dame de compagnie d'Isabelle, petite-fille du roi Jean Ier de Portugal, elle la suivit en 1447 à la cour de Castille, après le mariage de la princesse avec Jean II de Castille y Léon.

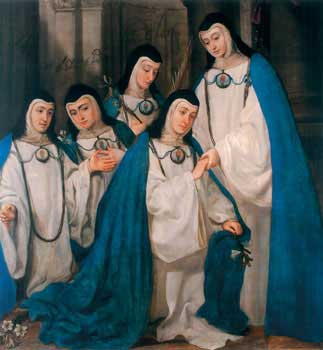
Des religieuses conceptionnistes (par Carreno de Miranda).

Vers 1454, Béatrice laisse la vie mondaine et se retire, sans faire de vœux, dans le monastère des dominicaines de Tolède. Isabelle lui concéda un autre édifice afin d'y établir un nouveau monastère, dédié à l'Immaculée Conception, et avec la bulle Inter universa du 30 avril 1489, le pape Innocent VIII en concéda l'érection : Béatrice mourut peu avant la finalisation du projet.
En 1489, le Saint-Siège approuva l'habit des sœurs et le pape Alexandre VI, avec la bulle Ex supernæ providentiæ du 19 août 1494, les soumit à la règle de sainte Claire.
Le pape Jules II, le 17 septembre 1511 approuva, par le décret Ad statum prosperum, une nouvelle règle qui remplace celle de sainte Claire et qui établit que les monastères fondateurs existants alors ne feraient plus partie de l'ordre des Clarisses mais du nouvel ordre de l'Immaculée Conception, franciscaine.

## Activités et diffusion

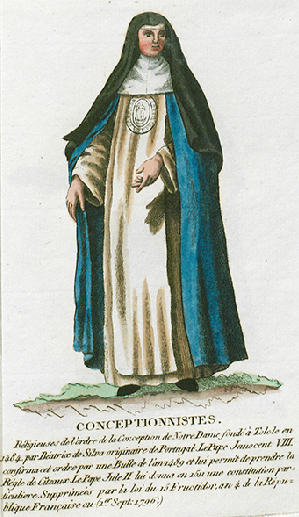
L'habit religieux des moniales Conceptionnistes

Les moniales Conceptionnistes sont des religieuses cloîtrées dédiées à la prière contemplative. Leur habit est composé d'une robe et d'un scapulaire blanc, un voile noir et une cape bleue. Chaque monastère est autonome et géré par une abbesse.
Elles sont présentes en : 
- Europe : Belgique, Espagne, Portugal.
- Amérique du Nord : Mexique.
- Amérique centrale : Honduras, Salvador
- Amérique du Sud : Argentine, Bolivie, Brésil, Colombie, Équateur, Pérou.
- Afrique : Guinée équatoriale.
- Asie : Inde.

En 2008, elles étaient 1 800 et comptait 146 monastères.

## Source
- (it) Cet article est partiellement ou en totalité issu de l’article de Wikipédia en italien intitulé « Concezioniste francescane » (voir la liste des auteurs).